# Ако не в този живот
„Ако не в този живот“ е българска телевизионна новела от 1989 година. Филмов дебют на режисьорката Илиана Беновска. Оператори са Мария Митева и Андрей Андреев. Музиката е на Борис Стаменов, а художник на филма Дария Трайкова 

## Сюжет
Интелектуалци. Семейство. С две деца. Без квартира - стандартен случай...
Една битова история за двама души, които търсят поредното жилище под наем - да приютят децата, любовта, таланта... живота си .

## Актьорски състав
| Роля                  | Изпълнител         |
| --------------------- | ------------------ |
| Ивайла, журналистка   | Радосвета Василева |
| Иво, журналист        | Никола Стефанов    |
| инженер Никова        | Лили Райнова       |
| телефонистка          | Лидия Вълкова      |
| таксиметровият шофьор | Георги Стоилов     |